# Шварценбергплац
Шварценбергплац (нем. Schwarzenbergplatz) — площадь в Вене на границе административных районов Внутренний Город, Ландштрассе и Виден. Названа в честь австрийского фельдмаршала князя Карла Филиппа Шварценберга.
Площадь возникла на месте венского гласиса за городской стеной, которая была снесена в 1858—1863 годах.
В 1861 году император Франц Иосиф I приказал возвести там памятник участнику Битвы народов 1813 года князю Карлу Филиппу Шварценбергу. Конную статую фельдмаршала создал дрезденский скульптор Эрнст Хенель. Обустройство площади было поручено архитектору Генриху фон Ферстелю.
Фонтан на площади был построен в 1873 году в рамках создания Первой линии снабжения Вены высокогорной водой.
После Второй мировой войны и до 1956 года называлась Stalinplatz (площадь Сталина).

## Достопримечательности
- Дворец Шварценбергов, построенный в 1697—1728 годах Фишером фон Эрлахом и Иоганном фон Гильдебрандтом
- Памятник фельдмаршалу К. Шварценбергу
- Фонтан «Высокая струя»
- Памятник советским воинам, погибшим при освобождении Австрии от фашизма[6]
- Дворец эрцгерцога Людвига Виктора и дворец Вертгейма